# Kirchenkreis Nordbaden
Der Kirchenkreis Nordbaden (auch Prälatur Nordbaden und Sprengel Nordbaden) ist neben dem Kirchenkreis Südbaden eine der beiden Prälaturen der Evangelischen Landeskirche in Baden. Er umfasst als kirchliche Organisationseinheit den nördlichen Teil der Landeskirche mit der Rhein-Neckar und dem nördlichen Teil des Verbands Region Karlsruhe. Bei der geistlichen Leitung der evangelischen Landeskirche wird der Landesbischof vom nordbadischen Prälaten unterstützt. Im Gegensatz zum Kirchenbezirk, welcher eine Körperschaft des öffentlichen Rechts ist, hat die Prälatur keine Rechtspersönlichkeit. Es handelt sich lediglich um einen kirchlichen Verwaltungsbezirk. Die Leitung der Prälatur obliegt dem Prälaten (der Prälatin), der auch als Regionalbischof (Regionalbischöfin) bezeichnet wird.

## Gliederung
Der Kirchenkreis Nordbaden gliedert sich in insgesamt 14 Kirchenbezirke, die deckungsgleich mit den Dekanaten sind. Die Kirchenbezirke können als Körperschaften des öffentlichen Rechts Träger von Einrichtungen sein und selbst Mitarbeiter anstellen. Folgende Kirchenbezirke umfasst der Kirchenkreis Nordbaden:
| Kirchenbezirk         | Sitz       | Entstehung und Sonstiges                                                                             |
| --------------------- | ---------- | --- |
| Adelsheim-Boxberg     | Rosenberg  | |
| Badischer Enzkreis    | Neulingen  | Bis 15. Februar 2020 Pforzheim-Land                                                                  |
| Bretten-Bruchsal      | Bretten    | Seit dem 1. Januar 2015, früher Kirchenbezirke Bretten und Karlsruhe-Land                            |
| Heidelberg            | Heidelberg | |
| Karlsruhe             | Karlsruhe  | |
| Karlsruhe-Land        | Ettlingen  | Seit 2014, früher Kirchenbezirke Alb-Pfinz und Karlsruhe-Land                                        |
| Kraichgau             | Sinsheim   | Entstanden am 1. Januar 2005 durch Vereinigung der Kirchenbezirke Eppingen-Bad Rappenau und Sinsheim |
| Mannheim              | Mannheim   | |
| Mosbach               | Mosbach    | |
| Neckar-Bergstraße     | Weinheim   | Vormals Kirchenbezirk Ladenburg-Weinheim                                                             |
| Neckargemünd-Eberbach | Eberbach   | |
| Pforzheim-Stadt       | Pforzheim  | |
| Südliche Kurpfalz     | Wiesloch   | Entstanden am 1. April 2008 durch Vereinigung der Kirchenbezirke Schwetzingen und Wiesloch           |
| Wertheim              | Wertheim   | |

## Geschichte
Schon im November 1945 war beschlossen worden, das Gebiet der Landeskirche in drei Kirchenkreise zu unterteilen, in denen hauptamtliche Kreisdekane für den Austausch der Pfarrer, Kirchengemeinden und Kirchenbezirke Sorge tragen sollten. Wegen Personalmangel wurden aber zunächst nur Kreisdekane für Nord- und Südbaden eingesetzt; der nordbadische Kreisdekan (ab 1956 mit dem bis heute gültigen Amtstitel Prälat) Hermann Maas amtierte zunächst auch als Kreisdekan für Mittelbaden.
Von 1969 bis 2003 gab es einen dritten Kirchenkreis Mittelbaden mit Sitz in Ettlingen. Dieser wurde im Zeichen von Sparmaßnahmen aufgelöst und sein Gebiet auf die beiden anderen Kirchenkreise Nordbaden und Südbaden (mit Sitz in Freiburg im Breisgau) aufgeteilt.
Sitz des Kirchenkreises Nordbaden war zuerst Heidelberg, ab 1956 Mannheim. 2010 wurde der Sitz nach Schwetzingen verlegt.

## Prälaten
Liste der Prälaten (bis 1956 Kreisdekane) des Kirchenkreises Nordbaden
| Amtszeit  | Prälat/in            |
| --------- | -------------------- |
| 1946–1965 | Hermann Maas         |
| 1965–1968 | Manfred Wallach      |
| 1968–1980 | Horst Weigt          |
| 1980–1995 | Gerhard Bechtel      |
| 1995–2010 | Ruth Horstmann-Speer |
| 2010–2023 | Traugott Schächtele  |
| Seit 2023 | Heide Reinhard       |